# Caïres de Cougourde
Les caïres de Cougourde, ou plus communément La Cougourde, est un sommet frontalier situé dans la chaîne des Alpes, dans le massif du Mercantour-Argentera, entre les Alpes-Maritimes (France) et le Piémont (Italie), en amont de la vallée de la Vésubie.
Le nom provient du provençal cougourdo (cougourda en dialecte niçois) et signifie « courge », en rapport avec la forme du sommet rocheux (caïre ou cayre) depuis le vallon du Boréon. Il s'agit d'un des sommets les plus célèbres des Alpes-Maritimes, et d'un lieu d'escalade majeur dans le parc national du Mercantour.
La Cougourde est composée de gneiss et constituée de quatre cimes alignés dans l'axe NE-SW, perpendiculairement à l'axe frontalier. Ces sommets sont numérotés de I à IV dans le sens décroissant de leur altitude respective. La Cime I, la plus haute, est située sur la frontière avec l'Italie. Du vallon du Boréon, seule la Cime IV (2 892 mètres), et sa face de 400 mètres de rocher abrupt, est visible. Sur cette face Ouest, ouverte pour la première fois en 1927, est concentré l'essentiel des voies d'escalade, d'un niveau soutenu.
La voie normale d'accès à la Cime I, la plus facile d'accès, s'effectue par l'arête Sud-Est, à partir du refuge de la Cougourde en contournant les cimes par la combe de Cougourde. L'ascension ne présente pas de difficulté particulière hors période d'enneigement.

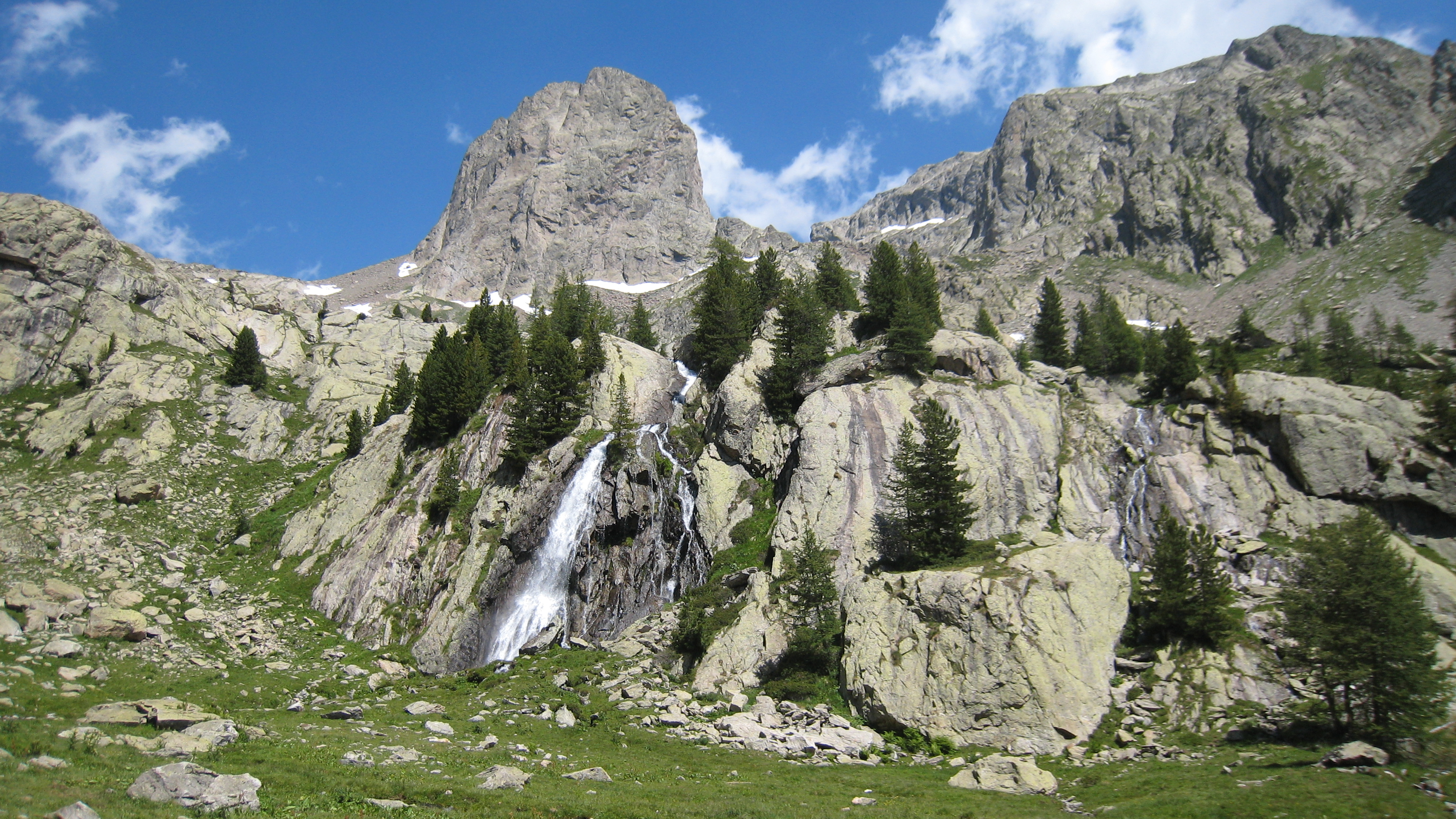
Vue de la Cougourde et ses environs.
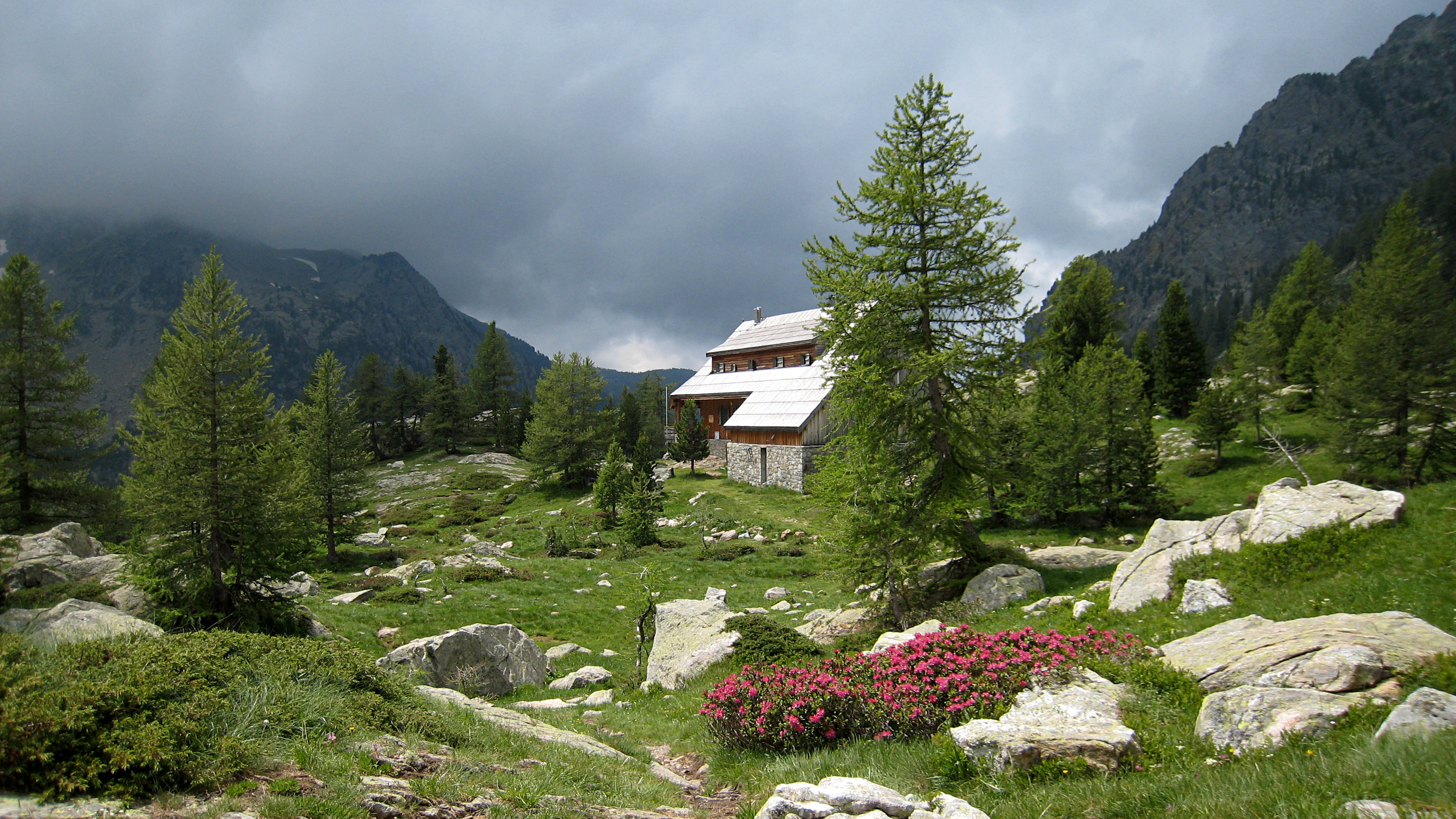
Le refuge de la Cougourde.